# 1239
1239 (MCCXXXIX) je bilo navadno leto, ki se je po julijanskem koledarju začelo na soboto.

## Dogodki

### Osvojitve Mongolov
- Mongoli pod vodstvom Batu Kana osvojijo ruski kneževini Perejaslav in Černigov.
  - Batu Kan zahteva od ogrskega kralja Béle IV., da vrne begunske Kumane. Hkrati odpošlje vohune v srednjo Evropo (Galicijo, Poljsko, Ogrsko, Češko, Avstrijo). 1240 ↔
- Mongolski general Čormagan opustoši mesti Ani, prestolnico Zakaridske Armenije, in Kars.
- Dinastija Song izvede ofenzivo proti Mongolom v Sečuanu. Kitajcem uspe povrniti regionalno prestolnico Xiangyang.

### Križarska vojna baronov 1239-1241
- Začetek ti. križarske vonje baronov, ki ni zajeta v oštevilčenje ostalih križarskih vojn (med šesto in sedmo). Na klic papeža Gregorja IX., ki je pozval na k.v. leta 1234, se od kraljev odzove edino navarski kralj/šampanjski grof Teobald I. (IV.), ostali udeleženci so še bretonski vojvoda Peter Dreuški, burgundski vojvoda Hugo IV. ter več francoskih baronov.
- julij - Križarska flota odpluje iz Marseilla.
- september - Križarska flota prispe v Akkon. Vojski se pridružijo cesarski podporniki in meniški redovi, tudi vitezi templarji, ki so sicer nenaklonjeni cesarski stranki.
  - Državljanska vojna na muslimanski strani: As-Salih Ismail se polasti Damaska in prežene polbrata Al-Malika al-Saliha. Od beduinov ga odkupi bratranec in emir Keraka An-Nasir Davud.
- 13. november - Bitka pri Gazi: poraz križarjev proti Ajubidom. Ni znano, kateri od ajubidskih vladarjev je izbojeval zmago. Verjetno egiptovski Al-Adil II.
- november - Peter Dreuški napade muslimansko trgovsko karavano na ozemlju Keraka. ↓
- 7. december → V protiodgovor An-Nasir Davud zavzame praktično nebranjeni Jeruzalem, razruši obzidje in se umakne nazaj v Kerak. 1240 ↔
- Egiptovski vladar Al-Adil II., ki se čuti ogroženega od svojih bojevitih sorodnikov, privoli v diplomacijo s Teobaldom Navarskim. Istočasno se Teobald začne pogajati z damaščanskim vladarjem As-Salihom Ismailom, ki dolgoročno cilja na Egipt. 1240 ↔

### Ostalo
- 20. marec: 
  - Papež Gregor IX. izobči rimsko-nemškega cesarja Friderika II., ki ima tačas svoj dvor v Padovi. Friderik odgovori z izgonom vseh dominikancev in frančiškanov iz Lombardije, hkrati pa postavi svojega nezakonskega sina Enza Sardinskega za cesarskega vikarja (namestnika) v severni Italiji.
  - Umrlega velikega mojstra vitezov križnikov Hermanna von Salza nasledi Konrad Turinški.
- 13. maj - Mont-Aimé, Šampanja: po inkvizitorskem procesu, ki ga vodi inkvizitor Robert Bolgar skupaj z nekaterimi severnofrancoskimi cerkvenimi knezi, je na grmadi sežganih 183 katarov. Preostali katari, ki so sicer maloštevilni, se iz severne Francije preselijo v varnejše severnoitalijanske komune.
- 5. junij - Umrlega vojvodo Velikopoljske Władysława Odonica nasledi Pšemisl I.

- 17. junij - Anglija: rojstvu prestolonaslednika Edvarda I. sledi večtedensko slavje in praznjenje kraljeve zakladnice z darili Cerkvi in ubogim. 1240 ↔
- 13. december - Umrlega habsburškega grofa Albert III. nasledi sin Rudolf IV., kasnejši nemški kralj.
- december - Pohod Friderika II. proti Rimu, da bi odstavil papeža Gregorja IX. 1240 ↔
- Rekonkvista: granadski emir Mohamed ibn Nasr osvoji Málago.
- Florentinske gibeline začne voditi condottiero Farinata degli Uberti.
- Sicilski kralj in rimsko-nemški cesar Friderik Hohenstaufen zaključi s preseljevanjem več kot petdeset tisoč sicilskih muslimanov v apulijsko mesto Lucera. Politično in upravno jih s podelitvijo pravice svobodnega mesta naveže neposredno na sicilsko krono oziroma sebe. Sicilski muslimani iz Lucere v naslednjih desetletjih prispevajo jedro sicilske armade v obliki lahke lokostrelske konjenice.[1] Istega leta zavzame z njihovo pomočjo gvelfovsko Faenzo v Emilijo-Romanji. 1241 ↔
- Ustanovitev cisterijanskega samostana Netley, Hampshire, Anglija.
- Upor islamske ločine alevitov v Sultanatu Rum. Upor se sprva razširi med nedavno spreobrnjenimi oguškimi begunci, ki so se oprijeli alevitske ločine, in se do konca leta razširi po osrednji Anatoliji.
- Tomaž Akvinski začne študirati na univerzi v Neaplju. Verjetno se je na tej univerzi seznanil z deli Aristotela, Averroesa in Majmonida.

## Rojstva
- 17. junij - Edvard I. Dolgokraki, angleški kralj († 1307)
- 18. oktober - Štefan V., madžarski kralj († 1272)
- 17. december - Kudžo Joricugo, 5. japonski šogun († 1256)

Neznan datum
- Álvaro Urgellski, grof Urgella († 1268)
- Ivan II., bretonski vojvoda († 1305)
- Kejkubad II. sultan Ruma  († 1257)
- Teobald II., navarski kralj, šampanjski grof (V.), križar († 1270)
- Tomaž I. del Vasto, markiz Saluzza († 1296)
- Valdemar Švedski, kralj († 1302)

## Smrti
- 3. marec - Vladimir IV. Rurikovič, kijevski veliki knez (* 1187)
- 5. marec - Hermann von Balk, nemški vitez križnik
- 20. marec - Hermann von Salza, 4. veliki mojster vitezov križnikov (* 1165)
- 28. marec - cesar Go-Toba, 82. japonski cesar (* 1180)
- 5. junij - Władysław Odonic, vojvoda Velikopoljske (* 1190)
- 13. december - Albert III., habsburški grof (* 1188)

Neznan datum
- Henrik II., francoski plemič, grof Bara (* 1190)